# Auguste Verdurmen
Auguste Constant François Verdurmen (Hulst, 22 augustus 1808 - Sint-Niklaas, 26 februari 1882) was een Belgisch politicus en fungerend burgemeester van Sint-Niklaas gedurende de periodes 1857-1858 en 1860-1861.
Auguste Verdurmen werd in Hulst geboren als zoon van Joannes Antonius Verdurmen (1785-1849), een grondeigenaar, gewezen rijksontvanger en lid van de Algemene Regeringsraad, en Joanna Theresia Van Waesberghe (1783-1844). Verdurmen was bierbrouwer van beroep en werd schepen, ambtenaar van de Burgerlijke Stand en tweemaal waarnemend burgemeester van Sint-Niklaas. Een eerste maal volgde hij Paul Parrin op in 1857, dit tot de katholieke Louis De Ryck aantrad als burgemeester in 1858. Na diens dood in 1860 verving Verdurmen hem als waarnemend burgemeester, ditmaal tot Isidore De Smedt-Vandermeyden aantrad in 1861. Verdurmen was bovendien provincieraadslid. Hij huwde Rosalia Theresia De Brabander, met wie hij 7 kinderen kreeg, waarvan 6 zonen. Zijn zonen Albert (1849-1913), Jules (1851-1903) en Auguste (1860) werden net als hun vader bierbrouwers. Verdurmen stierf op 26 februari 1882 in Sint-Niklaas.
August Verdurmen werd begraven op de Parkbegraafplaats Tereken in een neogotisch praalgraf van steenhouwer Hubert Joseph Dubois.